# L'Isle-Bouzon
Pour les articles homonymes, voir L'Isle.
L'Isle-Bouzon  est une commune française rurale située dans le nord-est du département du Gers, en région Occitanie. Sur le plan historique et culturel, la commune est dans la Lomagne, une ancienne circonscription de la province de Gascogne ayant titre de vicomté, surnommée « Toscane française ».
Exposée à un climat océanique altéré, elle est drainée par l'Arrats, l'Auroue et par divers autres petits cours d'eau. La commune possède un patrimoine naturel remarquable composé d'une zone naturelle d'intérêt écologique, faunistique et floristique.
L'Isle-Bouzon est une commune rurale qui compte 248 habitants en 2022, après avoir connu un pic de population de 1 006 habitants en 1806. Elle fait partie de l'aire d'attraction de Lectoure. Ses habitants sont appelés les Lislois ou  Lisloises.
Le patrimoine architectural de la commune comprend un immeuble protégé au titre des monuments historiques : le château, inscrit en 1951 puis en 1995.

## Géographie

### Localisation
Commune de Gascogne située en Lomagne, elle est limitrophe du département de Tarn-et-Garonne.
Les communes limitrophes sont  Gramont, Lectoure, Plieux, Saint-Clar et Saint-Créac.
|          | Plieux        | Gramont (Tarn-et-Garonne) |
| Lectoure | L'Isle-Bouzon | Saint-Créac               |
|          | Saint-Clar    |                           |

### Géologie et relief
L'Isle-Bouzon se situe en zone de sismicité 1 (sismicité très faible).
La superficie de la commune est de 15,92km². Son altitude varie de 85 à 206m

### Hydrographie

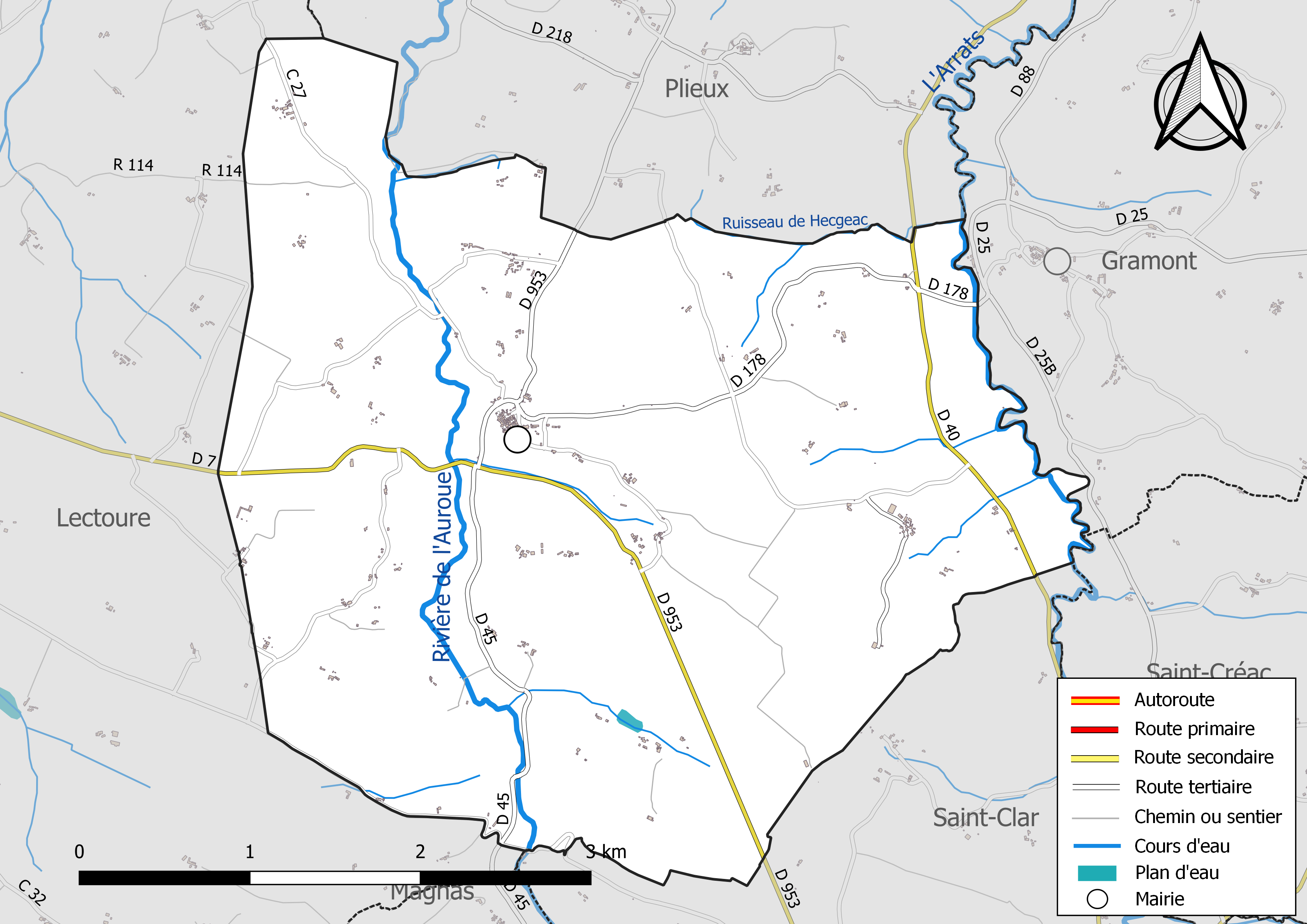
Réseaux hydrographique et routier de l'Isle-Bouzon.

La commune est dans le bassin de la Garonne, au sein du bassin hydrographique Adour-Garonne. Elle est drainée par l'Arrats, l'Auroue, le ruisseau de Hecgeac et par divers petits cours d'eau, qui constituent un réseau hydrographique de 15 km de longueur totale,.
L'Arrats, d'une longueur totale de 162,1 km, prend sa source dans la commune de Lannemezan et s'écoule vers le nord. Il traverse la commune et se jette dans la Garonne à Saint-Loup, après avoir traversé 66 communes.
L'Auroue, d'une longueur totale de 62,4 km, prend sa source dans la commune de Crastes et s'écoule vers le nord. Il traverse la commune et se jette dans la Garonne à Saint-Romain-le-Noble, après avoir traversé 26 communes.

### Climat
Pour des articles plus généraux, voir Climat de l'Occitanie et Climat du Gers.
En 2010, le climat de la commune est de type climat du Bassin du Sud-Ouest, selon une étude s'appuyant sur une série de données couvrant la période 1971-2000. En 2020, Météo-France publie une typologie des climats de la France métropolitaine dans laquelle la commune est exposée à un climat océanique altéré et est dans la région climatique Aquitaine, Gascogne, caractérisée par une pluviométrie abondante au printemps, modérée en automne, un faible ensoleillement au printemps, un été chaud (19,5 °C), des vents faibles, des brouillards fréquents en automne et en hiver et des orages fréquents en été (15 à 20 jours).
Pour la période 1971-2000, la température annuelle moyenne est de 13 °C, avec une amplitude thermique annuelle de 15,8 °C. Le cumul annuel moyen de précipitations est de 754 mm, avec 10,3 jours de précipitations en janvier et 6,1 jours en juillet. Pour la période 1991-2020, la température moyenne annuelle observée sur la station météorologique la plus proche, située sur la commune de Mauroux à 7 km à vol d'oiseau, est de 14,0 °C et le cumul annuel moyen de précipitations est de 677,6 mm,. Pour l'avenir, les paramètres climatiques de la commune estimés pour 2050 selon différents scénarios d’émission de gaz à effet de serre sont consultables sur un site dédié publié par Météo-France en novembre 2022.

### Milieux naturels et biodiversité

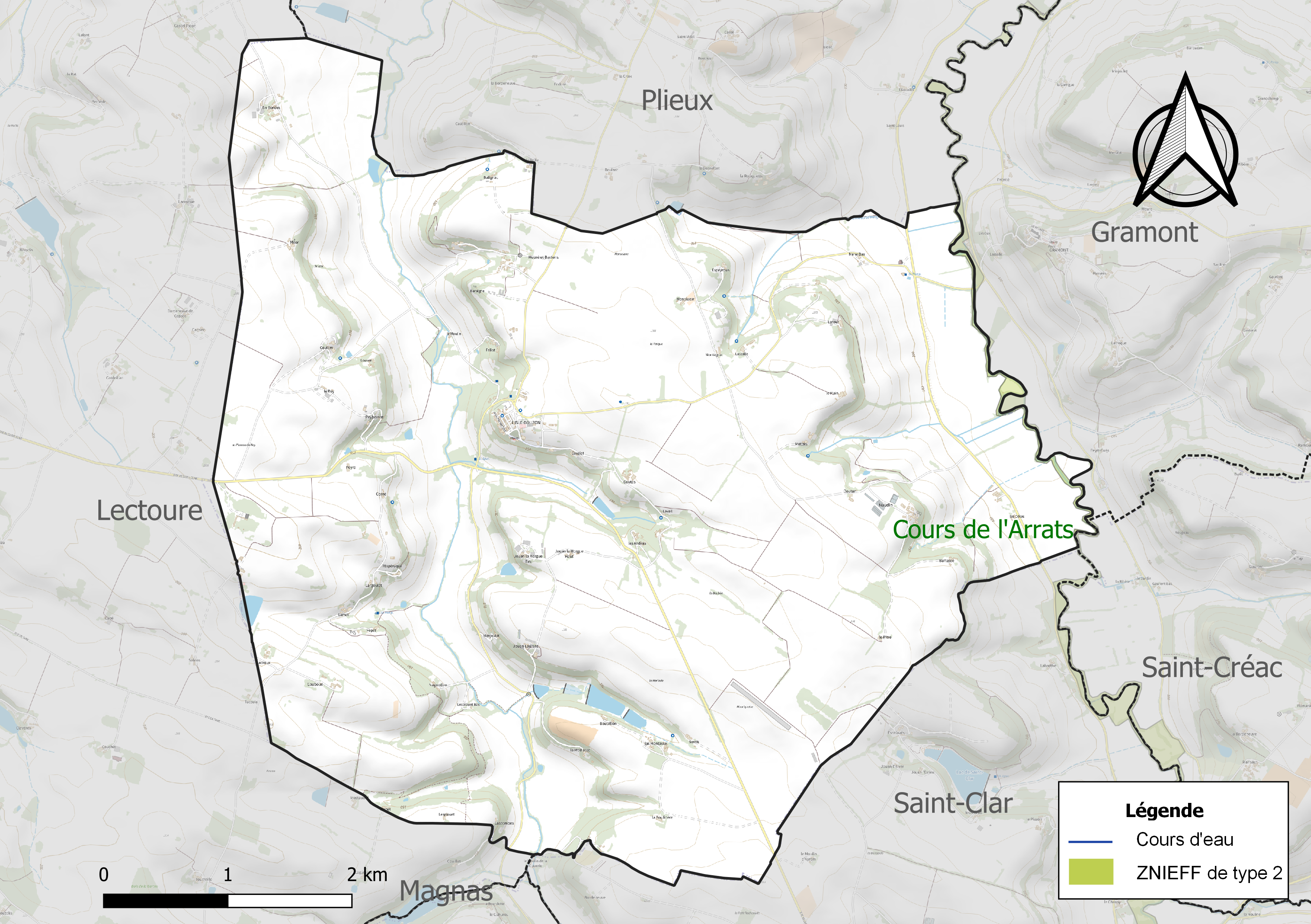
Carte de la ZNIEFF de type 2 localisée sur la commune.

L’inventaire des zones naturelles d'intérêt écologique, faunistique et floristique (ZNIEFF) a pour objectif de réaliser une couverture des zones les plus intéressantes sur le plan écologique, essentiellement dans la perspective d’améliorer la connaissance du patrimoine naturel national et de fournir aux différents décideurs un outil d’aide à la prise en compte de l’environnement dans l’aménagement du territoire.
Une ZNIEFF de type 2 est recensée sur la commune :
le « cours de l'Arrats » (815 ha), couvrant 30 communes dont 22 dans le Gers et huit dans le Tarn-et-Garonne.

## Urbanisme

### Typologie
Au 1er janvier 2024, L'Isle-Bouzon est catégorisée commune rurale à habitat très dispersé, selon la nouvelle grille communale de densité à sept niveaux définie par l'Insee en 2022.
Elle est située hors unité urbaine. Par ailleurs la commune fait partie de l'aire d'attraction de Lectoure, dont elle est une commune de la couronne,. Cette aire, qui regroupe 13 communes, est catégorisée dans les aires de moins de 50 000 habitants,.

### Occupation des sols
L'occupation des sols de la commune, telle qu'elle ressort de la base de données européenne d’occupation biophysique des sols Corine Land Cover (CLC), est marquée par l'importance des territoires agricoles (100 % en 2018), une proportion identique à celle de 1990 (100 %). La répartition détaillée en 2018 est la suivante : 
terres arables (79,2 %), zones agricoles hétérogènes (20,8 %). L'évolution de l’occupation des sols de la commune et de ses infrastructures peut être observée sur les différentes représentations cartographiques du territoire : la carte de Cassini (XVIIIe siècle), la carte d'état-major (1820-1866) et les cartes ou photos aériennes de l'IGN pour la période actuelle (1950 à aujourd'hui).

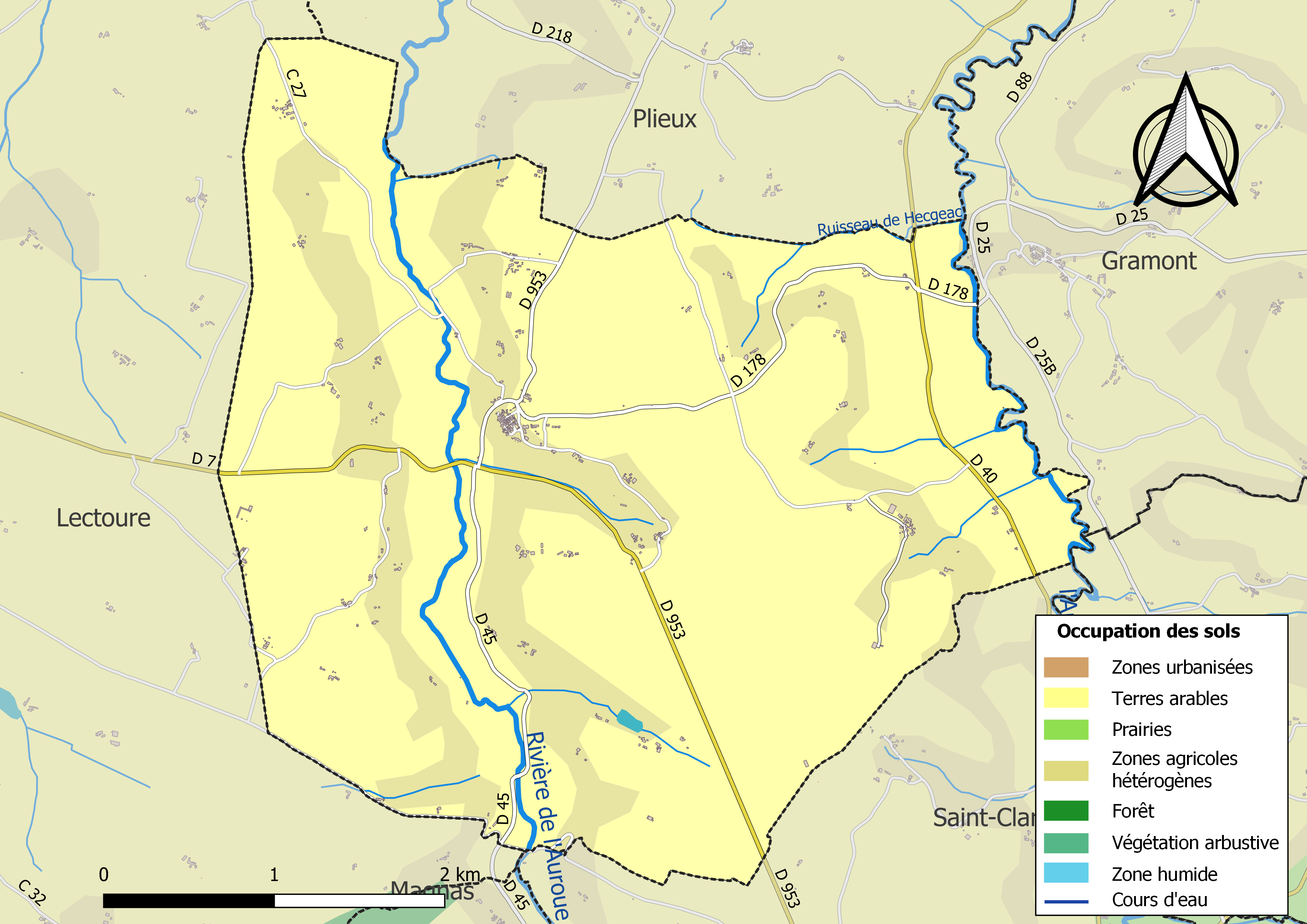
Carte des infrastructures et de l'occupation des sols de la commune en 2018 (CLC).

### Risques naturels et technologiques
Le territoire de la commune de l'Isle-Bouzon est vulnérable à différents aléas naturels : météorologiques (tempête, orage, neige, grand froid, canicule ou sécheresse), inondations et séisme (sismicité très faible). Un site publié par le BRGM permet d'évaluer simplement et rapidement les risques d'un bien localisé soit par son adresse soit par le numéro de sa parcelle.
Certaines parties du territoire communal sont susceptibles d’être affectées par le risque d’inondation par débordement de cours d'eau, notamment l'Arrats et l'Auroue. La cartographie des zones inondables en ex-Midi-Pyrénées réalisée dans le cadre du XIe Contrat de plan État-région, visant à informer les citoyens et les décideurs sur le risque d’inondation, est accessible sur le site de la DREAL Occitanie. La commune a été reconnue en état de catastrophe naturelle au titre des dommages causés par les inondations et coulées de boue survenues en 1999, 2009 et 2018,.

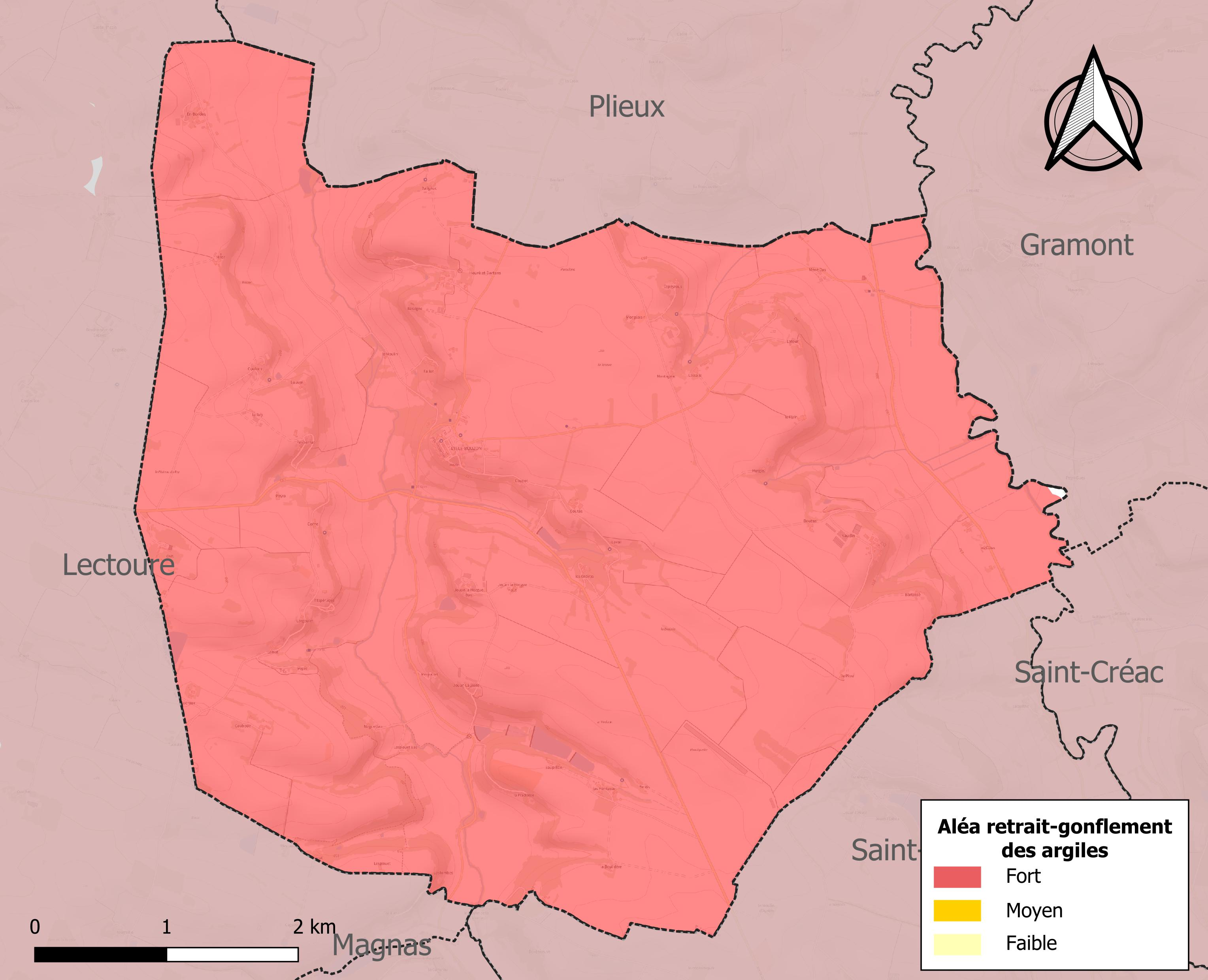
Carte des zones d'aléa retrait-gonflement des sols argileux de l'Isle-Bouzon.

Le retrait-gonflement des sols argileux est susceptible d'engendrer des dommages importants aux bâtiments en cas d’alternance de périodes de sécheresse et de pluie. La totalité de la commune est en aléa moyen ou fort (94,5 % au niveau départemental et 48,5 % au niveau national). Sur les 138 bâtiments dénombrés sur la commune en 2019, 138 sont en aléa moyen ou fort, soit 100 %, à comparer aux 93 % au niveau départemental et 54 % au niveau national. Une cartographie de l'exposition du territoire national au retrait gonflement des sols argileux est disponible sur le site du BRGM,.
Par ailleurs, afin de mieux appréhender le risque d’affaissement de terrain, l'inventaire national des cavités souterraines permet de localiser celles situées sur la commune.
Concernant les mouvements de terrains, la commune a été reconnue en état de catastrophe naturelle au titre des dommages causés par la sécheresse en 1989, 1997, 1998 et 2002 et par des mouvements de terrain en 1999.

## Toponymie
Le nom du village l'Isle Bouzon est issue du gascon L'isla Boson.

## Politique et administration

### Découpage territorial

#### Commune et intercommunalités
La commune appartient à la communauté de communes Bastides de Lomagne depuis sa création le 1er janvier 2013.

### Élections municipales et communautaires

#### Liste des maires
Le maire actuel de l'Isle Bouzon est Thierry Bégué. Il a été élu en mars 2020 à la suite des élections municipales. Il succède a Yves Bosc le précédent maire de L'Isle Bouzon

## Équipements et services publics

### Eau et déchets

#### gestion de l'eau potable
La gestion de l'eau potable est assuré par le Syndicat d'alimentation en eau potable de l'Arrats et de la Gimone et distribué par la Stations de Mauvezin et Isle Bouzon

#### assainissement collectif de l'eau
L'assainissement collectif de l'eau à l'Isle Bouzon est assuré par la communauté de communes Bastides de Lomagnes

#### prix de l'eau potable
Au premier janvier 2019 pour une facture de 120m³ le prix de l'eau s'élevait à 4,56 € / m³

### Enseignement
La dernière école primaire à l'Isle-Bouzon a fermé le 31 aout 1996. Pour suivre un enseignement scolaire il faut donc se rendre dans les villages avoisinants comme Saint-Clar

### Santé
Il n'y a pas de service de santé dans le village. Pour pouvoir bénéficier de soin il faut se déplacer dans les villages autour de l'Isle-Bouzon

## Population et société

### Démographie
| 1793 | 1800 | 1806  | 1821 | 1831 | 1841 | 1846 | 1851 | 1856 |
| ---- | ---- | ----- | ---- | ---- | ---- | ---- | ---- | ---- |
| 858  | 946  | 1 006 | 975  | 964  | 947  | 913  | 930  | 871  |

| 1861 | 1866 | 1872 | 1876 | 1881 | 1886 | 1891 | 1896 | 1901 |
| ---- | ---- | ---- | ---- | ---- | ---- | ---- | ---- | ---- |
| 803  | 750  | 730  | 664  | 610  | 593  | 575  | 527  | 528  |

| 1906 | 1911 | 1921 | 1926 | 1931 | 1936 | 1946 | 1954 | 1962 |
| ---- | ---- | ---- | ---- | ---- | ---- | ---- | ---- | ---- |
| 515  | 492  | 392  | 407  | 413  | 415  | 380  | 364  | 338  |

| 1968 | 1975 | 1982 | 1990 | 1999 | 2006 | 2007 | 2012 | 2017 |
| ---- | ---- | ---- | ---- | ---- | ---- | ---- | ---- | ---- |
| 297  | 282  | 240  | 230  | 249  | 239  | 234  | 250  | 245  |

| 2022 | - | - | - | - | - | - | - | - |
| ---- | - | - | - | - | - | - | - | - |
| 248  | - | - | - | - | - | - | - | - |

### Manifestations culturelles et festivités
Tous les ans se déroule fin juillet la fête du village. Trois jours de festivités sont organisés avec des repas, des bals et des concours de pétanque. La commune dispose également d'une salle des fêtes qui a été récemment réhabilitée et remise aux normes.

### Sports et loisirs
Au sein du village se trouve une bibliothèque qui permet à chacun de venir emprunter des livres. La bibliothèque comprend environ 1800 livres. La bibliothèque a pu voir le jour grâce aux dons des habitants du village
Le village de l'Isle-Bouzon dispose d'une association de sport mécanique moto plus précisément de motocross appelé team vtmx70. Cette association  a pour but de rassembler les passionnés de ce sport et de leur permettre de préparer au mieux les compétitions.
Sur le terrain de l'Isle-Bouzon se trouve également une base ULM. Sur cette base appelé Altima, il est possible d'effectuer un apprentissage du pilotage d'ULM et même de passer son permis d'ULM.

## Économie

### Revenus
En 2018  (données Insee publiées en septembre 2021), la commune compte 102 ménages fiscaux, regroupant 239 personnes. La médiane du revenu disponible par unité de consommation est de 20 100 € (20 820 € dans le département).

### Emploi
|                | 2008  | 2013  | 2018  |
| -------------- | ----- | ----- | ----- |
| Commune        | 5,5 % | 2,7 % | 5,5 % |
| Département    | 6,1 % | 7,5 % | 8,2 % |
| France entière | 8,3 % | 10 %  | 10 %  |

En 2018, la population âgée de 15 à 64 ans s'élève à 144 personnes, parmi lesquelles on compte 80,7 % d'actifs (75,2 % ayant un emploi et 5,5 % de chômeurs) et 19,3 % d'inactifs,. Depuis 2008, le taux de chômage communal (au sens du recensement) des 15-64 ans est inférieur à celui de la France et du département.
La commune fait partie de la couronne de l'aire d'attraction de Lectoure, du fait qu'au moins 15 % des actifs travaillent dans le pôle,. Elle compte 33 emplois en 2018, contre 35 en 2013 et 32 en 2008. Le nombre d'actifs ayant un emploi résidant dans la commune est de 111, soit un indicateur de concentration d'emploi de 29,4 % et un taux d'activité parmi les 15 ans ou plus de 59,7 %.
Sur ces 111 actifs de 15 ans ou plus ayant un emploi, 25 travaillent dans la commune, soit 22 % des habitants. Pour se rendre au travail, 91,1 % des habitants utilisent un véhicule personnel ou de fonction à quatre roues, 1,8 % s'y rendent en deux-roues, à vélo ou à pied et 7,1 % n'ont pas besoin de transport (travail au domicile).

### Activités hors agriculture

#### Secteurs d'activités
20 établissements sont implantés  à l'Isle-Bouzon au 31 décembre 2019.
Le secteur du commerce de gros et de détail, des transports, de l'hébergement et de la restauration est prépondérant sur la commune puisqu'il représente 30 % du nombre total d'établissements de la commune (6 sur les 20 entreprises implantées  à l'L'Isle-Bouzon), contre 27,7 % au niveau départemental.

#### Entreprises et commerces
Les chiffres les plus récents qu'il est possible de trouver concernant l'économie de l'Isle Bouzon sont ceux de 2019. En 2019, l'Isle Bouzon dépensait 90 710€ de charge de fonctionnement. Dans le même temps le village percevait 173 840€ de produit de fonctionnement.

### Agriculture
La commune est dans la Lomagne, une petite région agricole occupant le nord-est du département du Gers. En 2020, l'orientation technico-économique de l'agriculture  sur la commune est la polyculture et/ou le polyélevage.
|               | 1988  | 2000  | 2010  | 2020  |
| ------------- | ----- | ----- | ----- | ----- |
| Exploitations | 34    | 25    | 18    | 19    |
| SAU (ha)      | 1 306 | 1 277 | 1 172 | 1 223 |

Le nombre d'exploitations agricoles en activité et ayant leur siège dans la commune est passé de 34 lors du recensement agricole de 1988  à 25 en 2000 puis à 18 en 2010 et enfin à 19 en 2020, soit une baisse de 44 % en 32 ans. Le même mouvement est observé à l'échelle du département qui a perdu pendant cette période 51 % de ses exploitations,. La surface agricole utilisée sur la commune a également diminué, passant de 1 306 ha en 1988 à 1 223 ha en 2020. Parallèlement la surface agricole utilisée moyenne par exploitation a augmenté, passant de 38 à 64 ha.

## Culture locale et patrimoine

### Lieux et monuments
- Vestiges de fortifications : échauguette.
- Vestiges du château, XIIe s., reconstruit au XVIe s. Ils sont la propriété de la famille de Galard, marquis de l'Isle-Bouzon. Les Galard furent une des plus illustres familles de Gascogne avec celle des Montesquiou. Joseph de Galard fut guillotiné à la Révolution. Son fils, Gustave de Galard, émigra en Espagne, puis en Amérique et devint peintre avant de revenir en France. La « fille du marquis de l'Isle-Bouzon » est l'héroïne d'un conte de Gascogne recueilli par Jean-François Bladé : Le Roi des Hommes cornus.
- Église Saint-Pierre. L'église est répertoriée dans la base Mérimée[37],[38].

### Personnalités liées à la commune
- Gustave de Galard (1779-1841) : peintre né à L'Isle-Bouzon ;
- Marc Lavoine : chanteur et acteur y possédant une résidence secondaire.

## Pour approfondir